# Maria Lluïsa Oliveres i Sanvicens
Maria Lluïsa Oliveres i Sanvicens (15 de desembre del 1933 - Lovaina, Bèlgica, 9 de febrer de 2023) fou una activista cristiana i antifeixista catalana.
Esposa del polític i intel·lectual Alfons Carles Comín i Ros i mare del l'exconseller de Salut Antoni Comín i Oliveres, es va formar en art a l'Acadèmia Baixas, a l'Escola Eina i a l'Escola de la Llotja de Barcelona, on es va especialitzar amb el gravat. També va estudiar Teologia. Va treballar en l'àmbit social en barris desafavorits de la perifèria de Barcelona, i a París va col·laborar amb el moviment Emaús, creat el 1971 per Abbé Pierre, i compromés amb la lluita contra la pobresa i l'exclusió social. Va participar en diverses trobades internacionals relacionades amb afers socials, polítics i religiosos a Iugoslàvia, Salzburg, Florència, Milà, Nicaragua i Mato Grosso. Va formar part de moviments cristians i pacifistes com Pax Christi, un moviment internacional per la pau, i també fou membre de Cristians pel Socialisme, un moviment que busca la plena ciutadania per als cristians d'esquerra a l'església. Fou membre de la junta de la Federació Catalana d'ONG per al Desenvolupament entre el 1989 i 1995.
Després de la mort d'Alfons Comín va continuar lluitant per les mateixes causes, vinculada a entitats com l'Associació Justícia i Pau de Barcelona, Cristianisme i Justícia, i a diverses campanyes socials i antimilitaristes. Però gran part de la seva energia la va destinar a aixecar i mantenir la Fundació Alfonso Comín, per tal de garantir la preservació del llegat, l'edició de l'obra completa i treballar en la línia del seu compromís social, polític i religiós. Oliveres va promoure les relacions internacionals de la Fundació, visibilitzant-la amb el lliurament del Premi Internacional Alfonso Comín, un premi amb el qual, des del 1984 es va distingir a Nelson Mandela, José María de Llanos Pastor, Leonardo Boff, Ignacio Ellacuría Beascoechea, Alexander Dubček, Pere Casaldàliga, José María Díez-Alegría, Gregorio López Raimundo, Ignacio Ramonet, Arcadi Oliveres, o Viqui Molins. També col·lectius de diverses causes com els refugiats de Síria, els immigrants que creuen el Mediterrani, els indígenes de Chiapas, el treball infantil, les dones afganeses, els sense terra del Brasil, el poble kurd i el poble palestí, els desapareguts de Xile, els nens de la guerra del Sudan o víctimes de conflictes com els de Bòsnia, Iraq o Nicaragua.
Va morir el 9 de febrer del 2023 a Lovaina, a Bèlgica, on s'havia desplaçat al Nadal per estar amb el seu fill Antoni Comín. Precisament, va ser ella que va recomanar a Toni Comín marxar a l'exili per tal d'evitar la presó que ja anteriorment havia patit el seu marit: "A la presó no podia fer res i a l'exili podia fer molta feina". El seu funeral va tenir lloc el 18 de febrer del 2023 a l'abadia de Sant Miquel de Cuixà, en una cerimònia concelebrada pel mossèn Enric Subirà i per l'abat de Poblet, Octavi Vilà, i que havia estat dissenyada per la pròpia difunta abans de morir com a expressió del compromís cristià i socialista de la família.